# Primarijus
Primarijus (primus= lat. prvi) je strukovna titula koju dobiju iskusni lekari specijalisti (najmanje 12 godina radnog iskustva i 6 godina u zvanju),  koji dominiraju svojim iskustvom, doprinosom  i znanjem. Ranije tu titulu su nosili jedan ili dva doktora u nekoj velikoj bolnici, doktori koji su bili najiskusniji i prvi na čelu neke klinike, sanatorijuma, odjeljenja, odnosno službe. Odatle i naziv primarijus.
Ako se primarijus bavi i naukom, odnosno akademskim radom, dobijaju se naučne titule i nastavnička zvanja (docent, profesor).
Kriterijumi za dobijanje titule su dati od strane Srpskog lekarskog društva

## Spoljašnje veze
- Kriterijumi za dobijanje titule